# Vokesimurex sallasi
Vokesimurex sallasi is een slakkensoort uit de familie van de Muricidae. De wetenschappelijke naam van de soort is voor het eerst geldig gepubliceerd in 1951 door Rehder & Abbott.